# 长春观 (济南)
长春观，位于山东省济南市市中区回民小区内的长春观街1号，是一座道教全真派宫观。

## 历史
长春观位于趵突泉公园西北，五龙潭公园以南，回民小区东北部东侧。
济南民间有“先有长春观，后有济南府”的说法。有个传说称，明朝重修长春观时，从长春观内废井中挖出块残碑，上面有“大观五年初建”字样。济南学者严薇青考证，“大观”是宋徽宗年号，仅延续四年，第五年改成政和元年，残碑上面的“大观五年”也许是“大观三年”的误写。
史书记载，济南在北宋政和六年（1116年）升格为济南府，下辖历城县等五个县。若上述传说为真的，济南升格为济南府的时间实晚于长春观始建时间。或许这就是“先有长春观，后有济南府”说法的依据。
但是，也有学者不认为上述传说可信，根据是长春观得名于道教全真派北七子“长春子”丘处机。丘处机（1148年-1227年）为金元时期的道士，1220年受元太祖召见后，才获赐“长春宫”。北宋大观年间，丘处机尚未出生。济南市考古研究所所长李铭认为，长春观东边的大杆巷原来名为“大庵巷”，民间传说大庵是长春观的别称。长春观的前身或许是佛教建筑“大庵”，后来因被道教占据而更名，残碑记载的“大观某年”也许是指“大庵”的初建年份。
从元朝起，历代多次重修长春观，现在的建筑是清朝所建。
中华人民共和国成立时，长春观有房屋28间、塑像50尊。此后，济南市的各宫观多被挪作他用。1953年后，济南市部分道士、道姑参加农业生产。1958年，济南市仅保留蓬莱院、玉皇宫、升阳观3处宫观，而包括长春观在内的其他17处宫观房屋交公。
1979年，济南市人民政府公布长春观为第一批济南市文物保护单位。
1997年起，济南市考古研究所入驻长春观办公。2001年起，先后有济南市政协委员呼吁修复并开放长春观，以还景于民。例如2001年，济南市政协委员张希舜在济南市政协十届四次会议上提交《关于加强历史文化名城保护与加快文化基础设施建设的建议》。2002年，济南市政协委员崔大庸在济南市政协十届五次会议上提交《关于将“长春观”还景于民的建议》。
2003年6月22日，居住在长春观后阁楼的一户居民迁走，此前另外两户也迁走，观后阁楼结束了一个世纪作为民居的历史，移交给文物部门。当天，长春观大殿和后阁楼之间的围墙被推倒，长春观古建筑实现合一。
2004年2月，济南市文物部门修缮了长春观后阁楼。济南市考古研究所领导当时说：“后阁楼修复完毕后，还将对长春观山门前的建筑进行恢复重建。长春观整体建筑还景于民已指日可待。”但此后长春观仍为济南市考古研究所办公用房，不对外开放。

## 建筑
长春观坐北朝南。如今的长春观仅保存了中轴线上一小部分建筑，主要包括山门、大殿、东西配殿、东西厢房、后阁楼、丘子洞。长春观的主要建筑有：
- 山门：面阔三间，明间设拱门，门上镶有一块“长春观”汉白玉匾额。两次间正面设圆窗。
- 大殿：面阔三间。
  - 东、西配殿：位于大殿东、西两侧。
  - 东、西厢房：位于大殿前的东、西两侧。
  - 丘子洞：位于长春观大殿东北角，相传是丘处机修炼的密室，石洞口拱门上方有隶书“丘子洞”三字。《历城县志》记载：自丘子洞中穿行二十多里，可到达济南南郊的“小庵”。民间传说从丘子洞可通往千佛山。1986年左右，文物部门维修长春观时，清理过丘子洞，当时洞内积水十多米深，离洞口不远处还发现一张石桌。1997年，济南市考古研究所迁入长春观后，在“丘子洞”上面加盖了亭子。
- 后阁楼：砖木硬石结构，长12.30米，宽6.73米，两层，面阔三间，顶覆琉璃瓦，滴珠板刻有云龙纹以及暗八仙图案。[2]